# 린차섬
린차섬는 인도네시아 동누사틍가라주 서망가라이 섭정 관할의 코모도섬과 플로레스섬 근처에 있는 작은 섬이다. 이곳은 코모도 국립공원에 포함된 세 개의 가장 큰 섬 중 하나이다. 이 섬은 길이가 최대 3 미터 (9.8 ft)에 달하는 거대한 도마뱀인 코모도왕도마뱀으로 유명하다. 린차섬에는 또한 멧돼지와 물소, 그리고 많은 새를 포함한 다른 많은 종들도 서식한다.

## 면적
이 섬의 면적은 182.48 제곱킬로미터 (70.46 mi2)이다.

## 생활 조건
섬의 현지 주민들의 생활 조건은 종종 어렵다. 예를 들어, 어린이들을 위한 교육 시설은 상당히 제한적이다. 일부 비정부 기구는 린차섬 어린이들을 위한 책 공급을 돕고 있다. 현지 주민들은 또한 이 지역의 코모도왕도마뱀이 때때로 인간을 공격하고 죽이기 때문에 코모도왕도마뱀을 조심해야 한다.

## 해상 조건
린차섬과 코모도섬은 인도양과 플로레스해 사이의 남북 통로를 가로막고 있다. 넓은 수역과 좁은 간격으로 인해 린차섬과 코모도섬 사이의 바다는 소용돌이와 10 노트를 초과하는 해류의 영향을 받는다.
이 지역에서의 다이빙은 주의가 필요하다. 2008년 6월, 5명의 스쿠버 다이버(영국인 3명, 프랑스인 1명, 스웨덴인 1명)가 이틀간 실종된 후 린차섬 남쪽 해안에서 발견되었다. 이 그룹은 다이빙 보트가 그들을 버린 지점에서 20 마일 (32 km)를 표류했다. 그들은 굴과 다른 조개류를 먹으며 생존했다.

## 동물상
코모도섬보다 덜 알려지고 덜 방문되는 린차섬은 사람들의 방해를 덜 받으면서 코모도왕도마뱀을 자연 환경에서 볼 수 있는 좋은 장소이다. 코모도 국립공원 본부에서 작은 배를 타고 플로레스섬의 라부안바조에서 린차섬의 로 부아야 공원 시설로 당일 여행을 준비할 수 있다. 부두는 공원 시설의 입구를 표시한다. 짧은 도보로 지역 공원 사무실에 도착할 수 있으며, 그곳에는 방문객과 동행하여 코모도왕도마뱀과 원숭이, 사슴, 물소 같은 다른 동물을 볼 수 있는 짧거나 중간 길이의 산책을 안내하는 레인저가 있다.

## 같이 보기
- 사페 해협

## Gallery

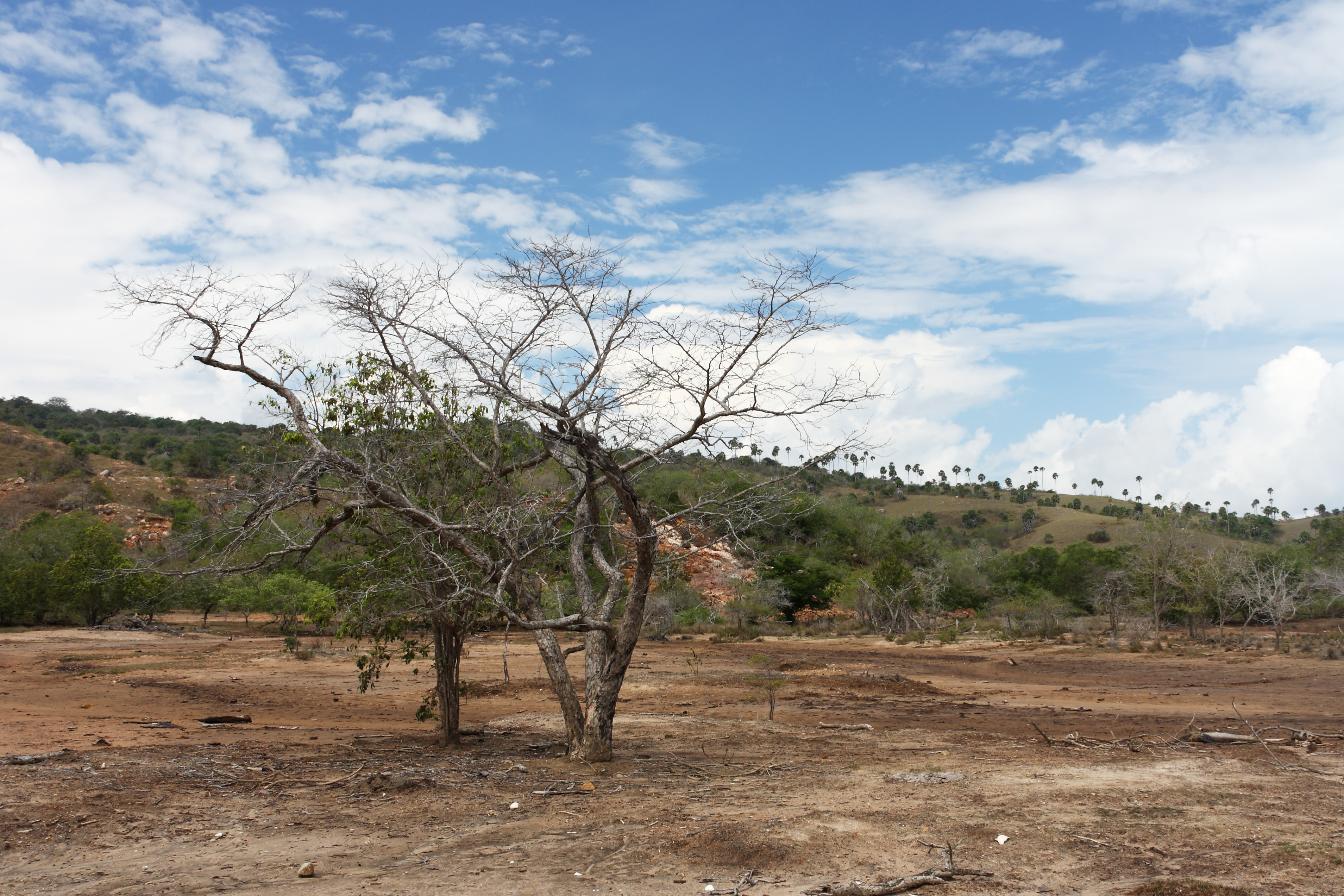
린차섬의 건기
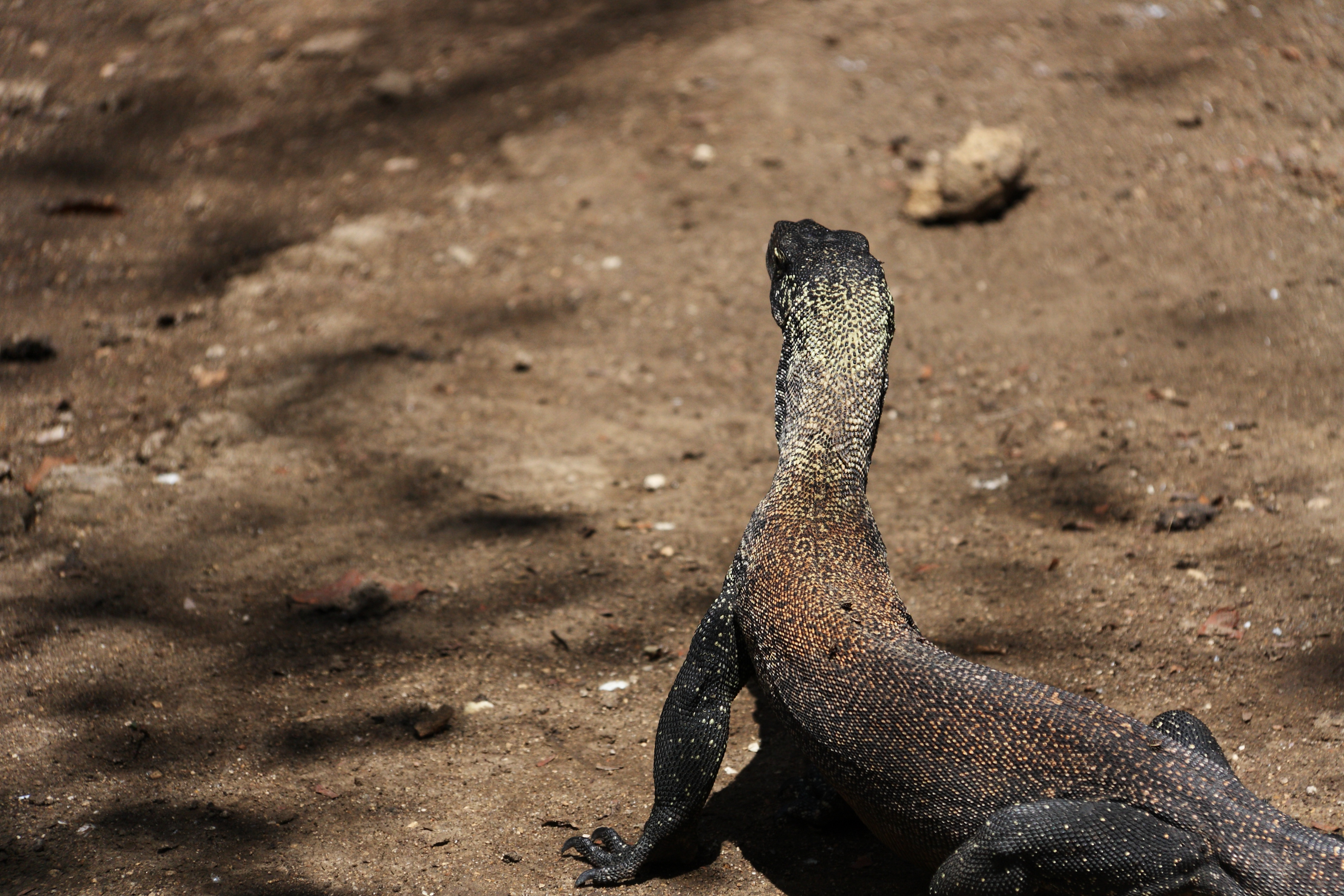
어린 코모도왕도마뱀
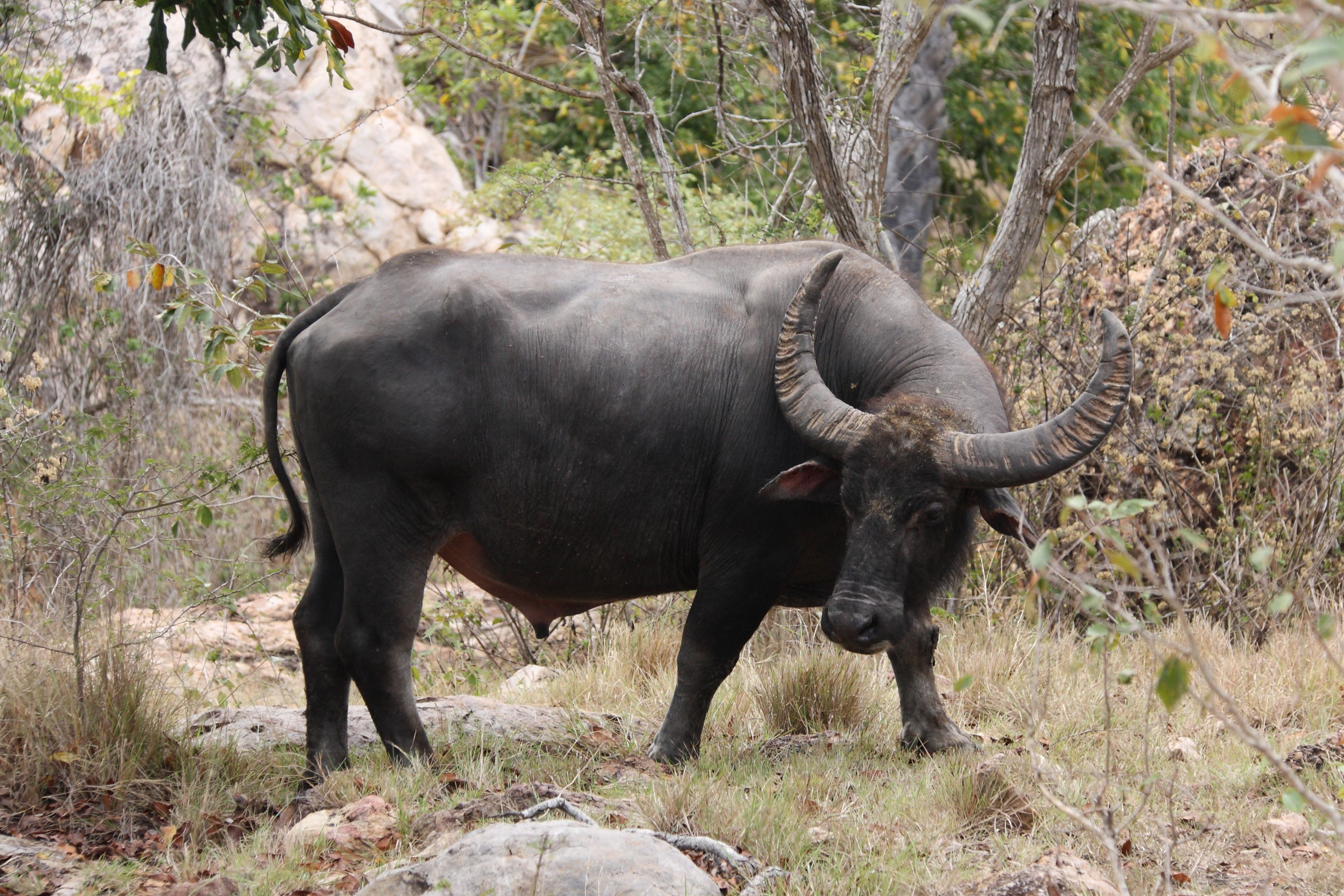
린차섬의 물소
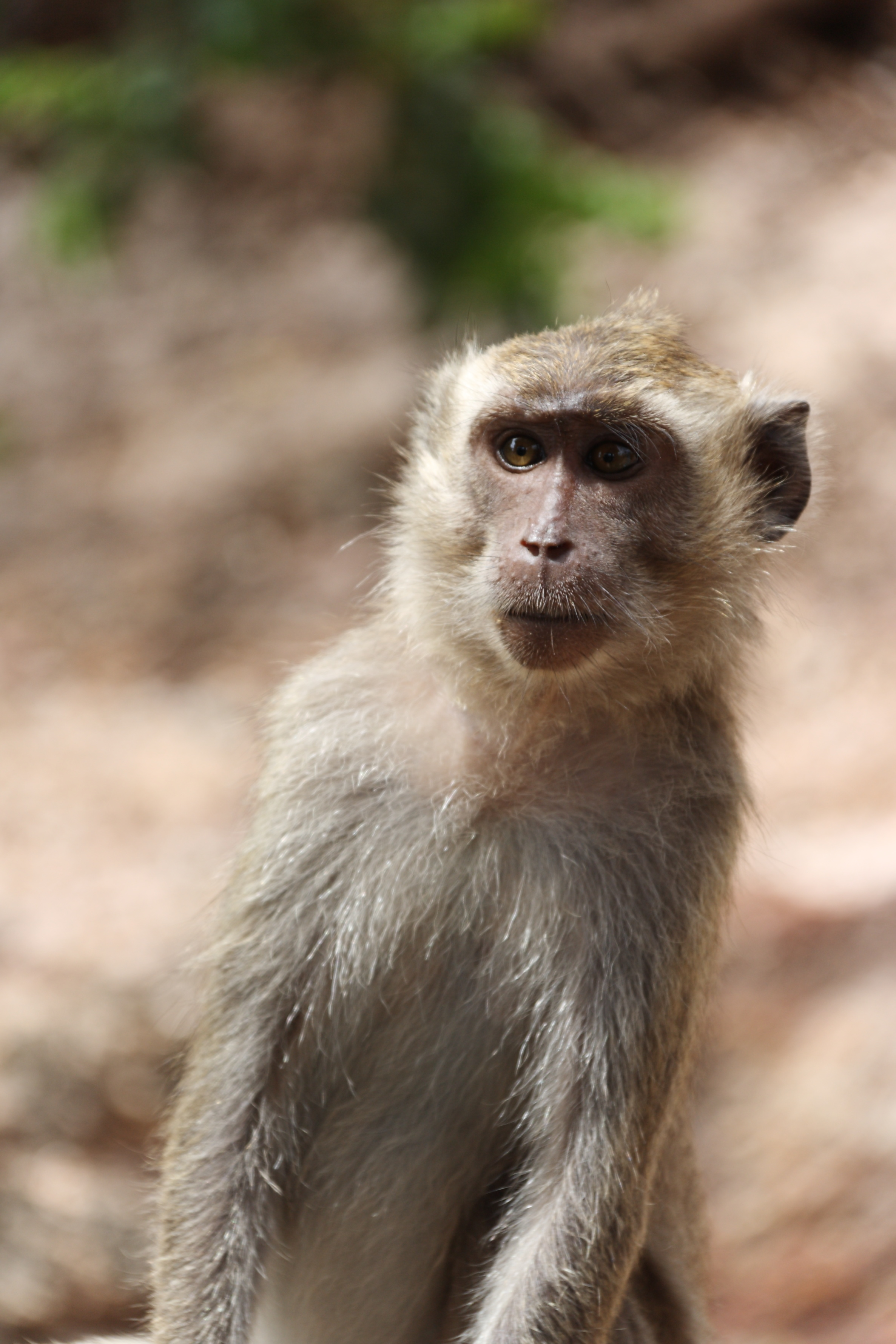
필리핀원숭이
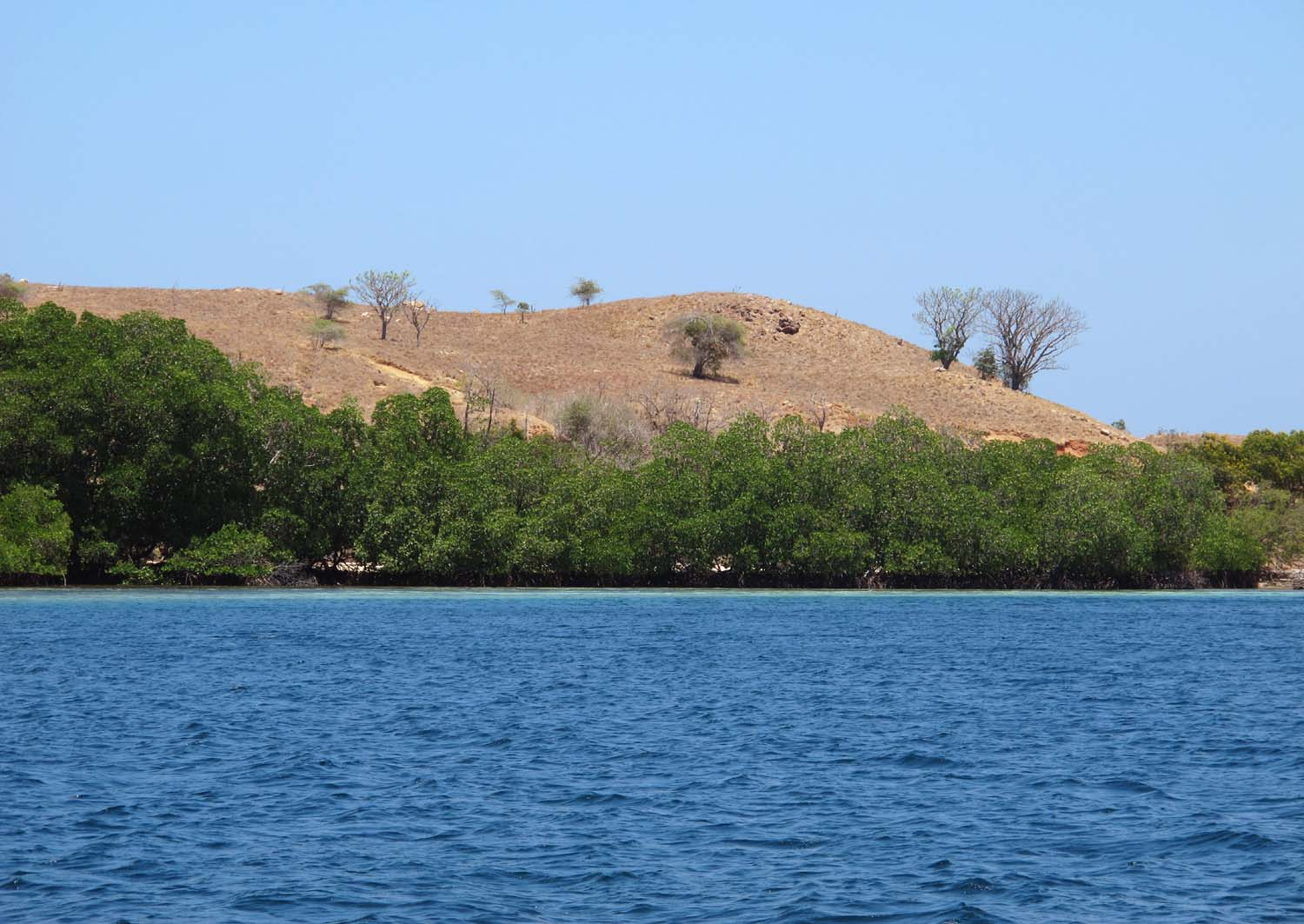
린차 해안
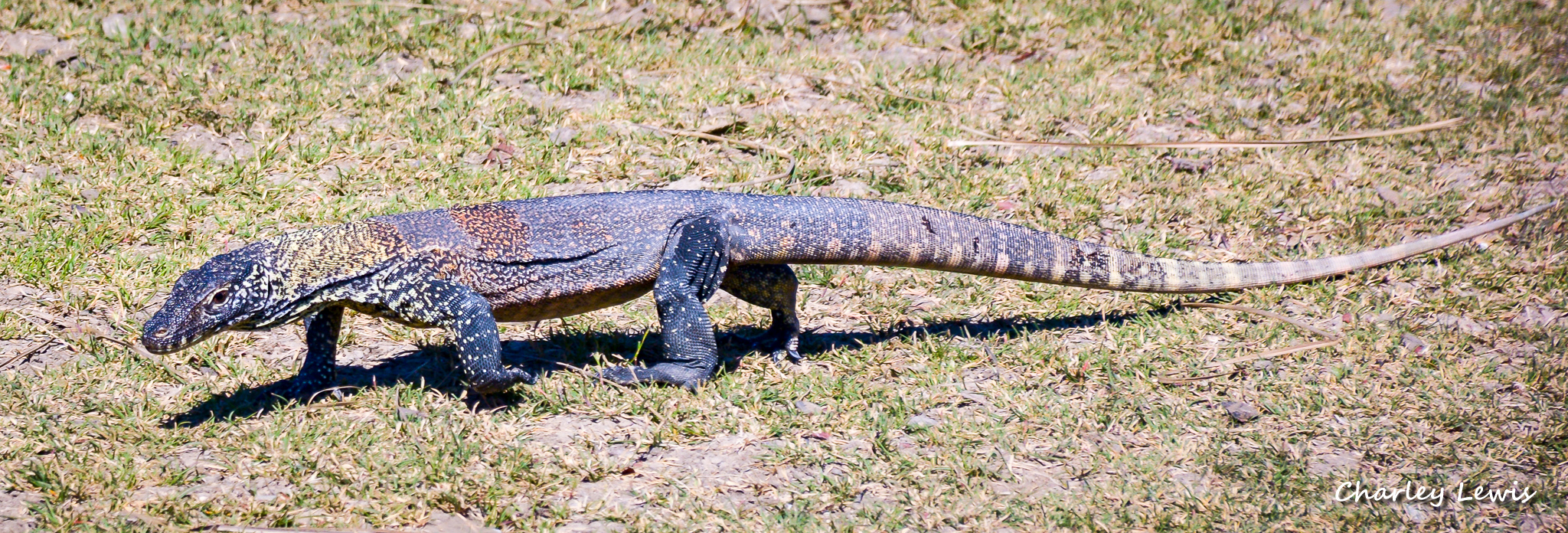
어린 코모도왕도마뱀, 린차섬

## 내용주
1. ↑  린차(Rincah), 린자(Rindja), 린차(Rintja), 핀차(Pintja)로도 알려짐; id